# Lepturges dorotheae
Lepturges dorotheae är en skalbaggsart som beskrevs av Gilmour 1962. Lepturges dorotheae ingår i släktet Lepturges och familjen långhorningar.
Artens utbredningsområde är Paraguay. Inga underarter finns listade i Catalogue of Life.